# Marcel le coquillage (avec ses chaussures)
Pour plus de détails, voir Fiche technique et Distribution.
Marcel le coquillage (avec ses chaussures) (Marcel the Shell with Shoes On) est un film américain, mélangeant animation en volume et prise de vues réelles, réalisé par Dean Fleischer-Camp, sorti en 2021. Il est basé sur le personnage de Marcel déjà apparu dans plusieurs courts métrages.

## Synopsis
Après la fin de son mariage, Dean, un documentariste, s'installe dans un Airbnb et découvre Marcel, un mollusque de 2,5 centimètres qui y vit avec sa grand-mère Nanna Connie et sa balle en peluche de compagnie, Alan. Il décide de filmer son quotidien.

## Fiche technique
- Titre : Marcel le coquillage (avec ses chaussures)
- Titre original : Marcel the Shell with Shoes On
- Réalisation : Dean Fleischer-Camp
- Scénario : Dean Fleischer-Camp, Jenny Slate, Nick Paley et Elisabeth Holm
- Musique : Disasterpeace
- Photographie : Eric Adkins et Bianca Cline
- Montage : Dean Fleischer-Camp et Nick Paley
- Production : Dean Fleischer-Camp, Andrew Goldman, Elisabeth Holm, Caroline Kaplan, Terry Leonard, Paul Mezey et Jenny Slate
- Société de production : Cinereach, You Want I Should, Sunbeam TV & Films, Human Woman, Chiodo Brothers Productions et Strongman
- Pays :  États-Unis
- Genre : Animation, Comédie dramatique, fantastique
- Durée : 90 minutes
- Dates de sortie : 
  - États-Unis : 3 septembre 2021 (Festival du film de Telluride), 24 juin 2022

## Distribution
- Jenny Slate (VF : Karl-Line Heller (dialogues) / Kaïna Blada (chant) ; VQ : Catherine Brunet) : Marcel (voix)
- Dean Fleischer-Camp (VF : Franck Sportis ; VQ : Xavier Dolan) : lui-même
- Isabella Rossellini (VF : Véronique Augereau ; VQ : Marie-Andrée Corneille) : Connie (voix)
- Lesley Stahl (VF : Frédérique Cantrel ; VQ : Claudine Chatel) : elle-même
- Rosa Salazar (VF : Charlotte Daniel ; VQ : Eloisa Cervantes) : Larissa
- Thomas Mann (VF : Gabriel Bismuth-Bienaimé ; VQ : François-Simon Poirier) : Mark
- Sarah Thyre : Catherine (voix)
- Andy Richter : Mario (voix)
- Nathan Fielder : Justin (voix)
- Jessi Klein : Judy (voix)
- Peter Bonerz : le maestro (voix)
- Conan O'Brien : lui-même
- Jesse Cilio : Darwin
- Shari Finkelstein (VF : Danièle Douet) : elle-même

## Accueil
Le film a reçu un accueil favorable de la critique. Il obtient un score moyen de 81 % sur Metacritic.

## Distinctions

### Récompenses
- Saturn Awards 2022 : meilleur film d'animation
- NBR Award 2022 : meilleur film d'animation

### Nominations
- Golden Globes 2023 : Meilleur film d'animation
- Oscars 2023 : Meilleur film d'animation